# Ancistrocladaceae
Famille
Classification APG III (2009)
La petite famille des Ancistrocladaceae regroupe des plantes dicotylédones ; elle comprend 12 espèces réparties dans un seul genre, Ancistrocladus.
Ce sont des lianes des régions tropicales, originaires d'Afrique et d'Asie du Sud-Est.

## Étymologie
Le nom vient du genre type Ancistrocladus dérivé du grec αγκίστρων / ankistron, hameçon, et
κλάδος / klados, branche, en référence aux branches  branches crochetées.

## Classification
La classification phylogénétique situe cette famille dans l'ordre des Caryophyllales.

## Liste des genres
Selon World Checklist of Selected Plant Families (WCSP) (30 avr. 2010), Angiosperm Phylogeny Website (21 mai 2010), NCBI (30 avr. 2010) et DELTA Angio (30 avr. 2010) :
- genre Ancistrocladus  Wall. (1829)

## Liste des espèces
Selon World Checklist of Selected Plant Families (WCSP) (30 avr. 2010) :
- genre Ancistrocladus  Wall. (1829)
  - Ancistrocladus abbreviatus  Airy Shaw (1949)
  - Ancistrocladus attenuatus  Dyer (1874)
  - Ancistrocladus barteri  Scott-Elliot, J. Linn. Soc. (1894)
  - Ancistrocladus benomensis  Rischer & G.Bringmann (2005)
  - Ancistrocladus congolensis  J.Léonard (1949)
  - Ancistrocladus ealaensis  J.Léonard (1949)
  - Ancistrocladus grandiflorus  Cheek (2000)
  - Ancistrocladus griffithii  Planch., Ann. Sci. Nat. (1849)
  - Ancistrocladus guineensis  Oliv. (1868)
  - Ancistrocladus hamatus  (Vahl) Gilg (1895)
  - Ancistrocladus heyneanus  Wall. ex J.Graham (1839)
  - Ancistrocladus korupensis  D.W.Thomas & Gereau (1993)
  - Ancistrocladus le-testui  Pellegr. (1951)
  - Ancistrocladus likoko  J.Léonard (1949)
  - Ancistrocladus pachyrrhachis  Airy Shaw (1950)
  - Ancistrocladus robertsoniorum  J.Léonard (1984)
  - Ancistrocladus tanzaniensis  Cheek & Frimodt-Møller (2000)
  - Ancistrocladus tectorius  (Lour.) Merr. (1928 publ. 1930)
  - Ancistrocladus uncinatus  Hutch. & Dalziel (1927)
  - Ancistrocladus wallichii  Planch., Ann. Sci. Nat. (1849)

Selon NCBI (30 avr. 2010) :
- genre Ancistrocladus
  - Ancistrocladus abbreviatus
  - Ancistrocladus attenuatus
  - Ancistrocladus barteri
  - Ancistrocladus benomensis
  - Ancistrocladus cochinchinensis
  - Ancistrocladus congolensis
  - Ancistrocladus ealaensis
  - Ancistrocladus griffithii
  - Ancistrocladus guineensis
  - Ancistrocladus hamatus
  - Ancistrocladus heyneanus
  - Ancistrocladus korupensis
  - Ancistrocladus letestui
  - Ancistrocladus likoko
  - Ancistrocladus pachyrrhachis
  - Ancistrocladus pinangianus
  - Ancistrocladus robertsoniorum
  - Ancistrocladus tanzaniensis
  - Ancistrocladus tectorius